# Шосе Кандагар-Герат
Шосе Кандагар-Герат має протяжність 557 кілометрів ділянка дороги, яка з'єднує міста Кандагар і Герат в Афганістані. Це шосе є частиною великої мережі доріг, «Кільцевої дороги», і вперше було побудовано Радянським Союзом у 1960-х роках. Шосе Кандагар-Герат складається з двох ділянок "Національного шосе 1": NH0101 пролягає від Кандагара до Гірішка, а NH0102 - від Гірішка до Герата.

## Історія

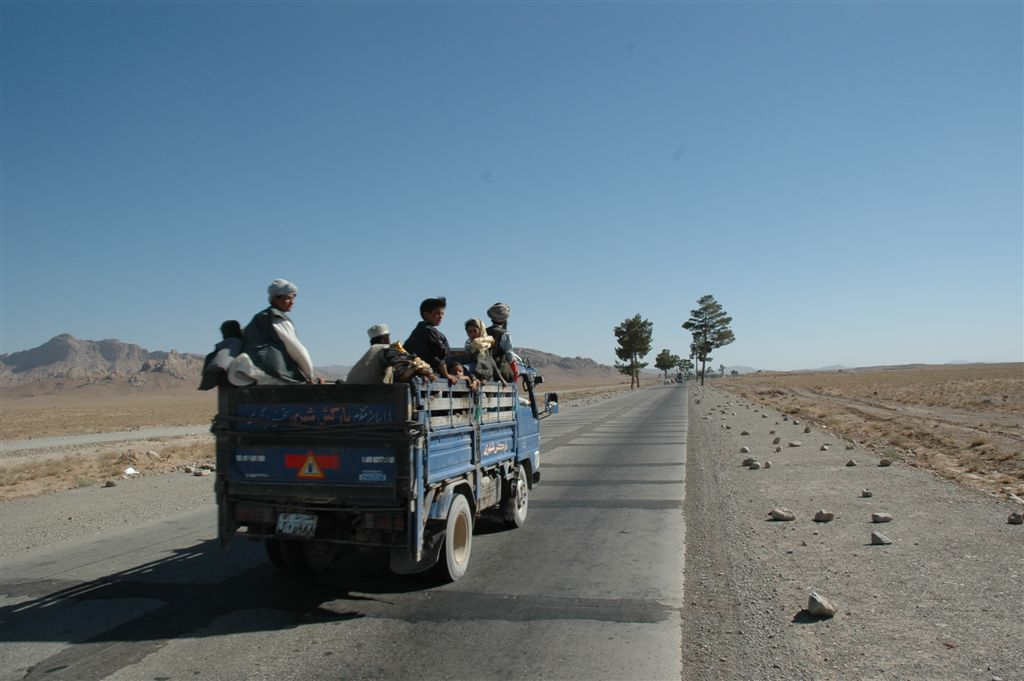
Шосе Кандагар - Герат

У жовтні 2004 року розпочалася реконструкція магістралі, яка мала бути завершена до кінця 2006 року. Сполучені Штати фінансують частину 326 кілометрів дороги, Саудівська Аравія фінансує 115 кілометрів, а Японія бере участь у відновленні 116. Американська частина шосе Кандагар-Герат скоротила час у дорозі між цими двома великими містами з 10 годин до 4,3 години.

## Сполучення з маршрутом 606: шосе Деларам-Зарандж
Шосе Деларам–Зарандж, також відоме як маршрут 606, має 217 кілометрів довжини двосмугової дорогаи, побудована Індією в Афганістані, що сполучає Деларам у провінції Фарах із Заранджом у сусідній провінції Німруз біля кордону з Іраном. З’єднує афгансько-іранський кордон із шосе Кандагар–Герат у Деларамі, яке забезпечує сполучення з іншими великими містами Афганістану через A01. Маршрут 606 скорочує час у дорозі між Деларамом і Заранджом із попередніх 12–14 годин до лише 2 годин.

## Дивись також
- Шосе Кабул-Кандагар